# AR São Martinho
El AR São Martinho es un equipo de fútbol de Portugal que milita en la Primera División de Oporto, la quinta categoría de fútbol en el país.

## Historia
Fue fundado en 1958 en la ciudad de São Martinho do Campo del consejo de Santo Tirso del distrito de Oporto y pasó toda su historia en las ligas distritales hasta que en la temporada 2014/15 ganaron el título de la Primera División y consiguieron el ascenso a un torno nacional por primera vez en su historia y también clasificaron a su primer Copa de Portugal en la temporada 2015/16.

## Palmarés
- Primera División de Oporto: 1

2014/15